# Itwillbe.org
itwillbe.org es una organización no gubernamental (ONG) española de cooperación internacional al desarrollo, nacida en el año 2008 con el objetivo de trabajar activamente en la educación y la Innovación como métodos para optimizar los recursos en el ámbito social.
Actualmente los proyectos de cooperación inetranacional en países en vía de desarrollo están centrados en India. También en España, a través de la concienciación.

## Proyectos

### PPa (Protection People app)
Es una app ligada a un sistema de reconocimiento biométrico y de tratamiento de datos, que opera tanto en movilidad (desde un terminal de telefonía móvil), como desde escritorio, facilitando y haciendo más eficiente la intervención social al permitir, la recogida de datos clave de la persona y, sobre todo, su identificación con altísima fiabilidad. Utiliza un motor bométrico de tecnólogoía Fujitsu que lee el patrón de las venas de la mano, algo que no varía desde la infancia. Esta aplicación hace frente a la dificultad de identificación de los menores sin familia, inmigrantes, refugiados o supervivientes de catástrofes naturales y guerras. Y sobre todo ataca la problemática de que estos menores se conviertan en víctimas de las mafias. El desarrollo tecnológico la aplicación, generado por NEORIS, permite identificar personas a través de análisis biométricos dactilares, faciales y de la huella palmar.

### Taller profesional para mujeres
Se trata de un taller de costura para las mujeres de las comunidades donde actúa la organización desde 2008, para, a través del empleo, mejorar la situación económica, de independencia y libertad de las destinatarias. El taller permiten a las mujeres conciliar el empleo y las labores del hogar, puesto que culturalmente es inviable para ellas desplazarse largas distancias o asumir otra formación compatible con su situación familiar.